# Bradley Center
El Bradley Center, conocido como BMO Harris Bradley Center por motivos de patrocinio, fue un pabellón multiusos que se encuentra en la localidad estadounidense de Milwaukee, en el estado de Wisconsin. Hasta 2018 ha sido la cancha de juego de los Milwaukee Bucks de la NBA, los Milwaukee Admirals de la AHL y el equipo masculino de los Marquette Golden Eagles, de la Universidad de Marquette.

## Historia
El pabellón se terminó de construir en 1988, con un coste total de 90 millones de dólares. Vino a reemplazar 
al MECCA Arena (actualmente denominado UW–Milwaukee Panther Arena), que fue construido en 1950. Fue un regalo al Estado de Wisconsin por parte de los filántropos Jane Pettit and Lloyd Pettit en memoria del padre de Jane, Harry Lynde Bradley.

## Capacidad
El pabellón tiene una capacidad de 20 000 personas para conciertos, 18 717 para partidos de la NBA, 19 000 para partidos universitarios y 17 800 para el hockey sobre hielo.

## Eventos
El Bradley Center ha albergado la frozen four (el equivalente a la final four de baloncesto) de la competición de hockey sobre hielo de la NCAA en 3 ocasiones, en 1993, 1997 y 2006. Además, en él se han disputado numerosas veladas de Wrestling (lucha libre profesional).
Además de conciertos como el de Christina Aguilera durante su gira Back To Basics World Tour.